# پیجون هیل، شهرستان کلارک، ویرجینیا
پیجون هیل (به انگلیسی: Pigeon Hill) یک منطقهٔ مسکونی در ایالات متحده آمریکا است که در شهرستان کلارک، ویرجینیا واقع شده‌است.